# Brancus bevisi
Brancus bevisi är en spindelart som beskrevs av Roger de Lessert 1925. Brancus bevisi ingår i släktet Brancus och familjen hoppspindlar. Inga underarter finns listade.